# Maria Afonso
Maria Afonso (1302 – Odivelas, 1320) è stata una nobildonna portoghese.

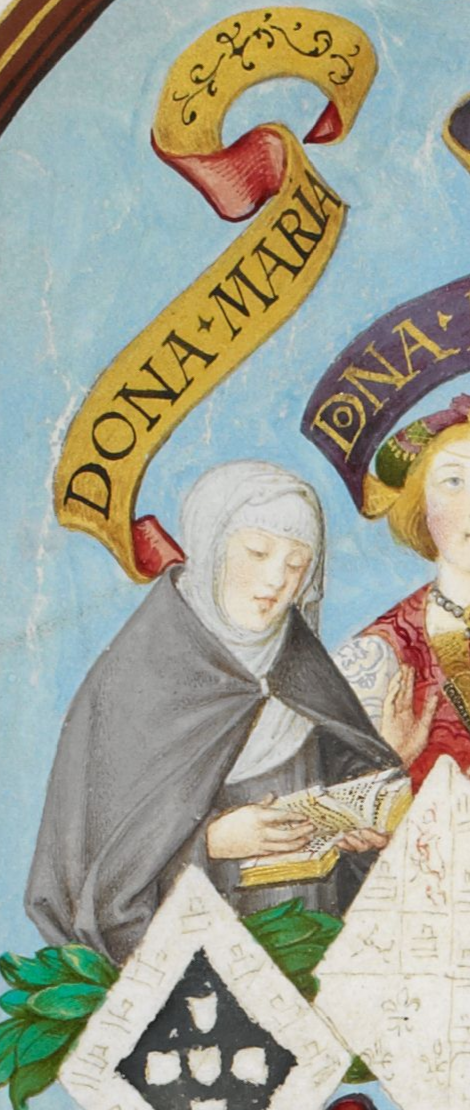
Dona Maria, in una decorazione del XVI secolo.

Era la figlia bastarda del re Dionigi del Portogallo e di Branca Lourenço de Valadares, figlia di Lourenço Soares de Valadares e sorella di Aldonça Lourenço de Valadares (madre di Inês de Castro).

Venne fatta suora nel Monastero di Odivelas, dove fece costruire un altare consacrato a Sant'Andrea, tra il 1312 e il 1320.
Morì assassinata a 18 anni, nel 1320, nel Monastero di Odivelas.
Venne sepolta nella chiesa del Monastero di Odivelas, sul lato sinistro dell'altare, col padre Dionigi del Portogallo sul lato destro. Entrambi i tumuli vennero intagliati dallo stesso maestro scalpellino.

## Ascendenza
|                              |   |                         | Genitori                    |  |  | Nonni |  |  | Bisnonni                  |  |  | Trisnonni               |  |
|                              |   |                         |                             |  |  |       |  |  | Alfonso II del Portogallo |  |  | Sancho I del Portogallo |  |
|                              |   |                         |                             |  |  |       |  |  | Alfonso II del Portogallo |  |  | Sancho I del Portogallo |  |
|                              |   | Dolce di Barcellona     |                             |  |  |       |  |  | Alfonso II del Portogallo |  |  |                         |  |
| Alfonso III del Portogallo   |   |                         |                             |  |  |       |  |  | Alfonso II del Portogallo |  |  |                         |  |
|                              |   | Urraca di Castiglia     | Alfonso VIII di Castiglia   |  |  |       |  |  |                           |  |  |                         |  |
|                              |   | Urraca di Castiglia     | Alfonso VIII di Castiglia   |  |  |       |  |  |                           |  |  |                         |  |
|                              |   | Urraca di Castiglia     | Eleonora d'Inghilterra      |  |  |       |  |  |                           |  |  |                         |  |
| Dionigi del Portogallo       |   | Urraca di Castiglia     |                             |  |  |       |  |  |                           |  |  |                         |  |
|                              |   | Alfonso X di Castiglia  | Ferdinando III di Castiglia |  |  |       |  |  |                           |  |  |                         |  |
|                              |   | Alfonso X di Castiglia  | Ferdinando III di Castiglia |  |  |       |  |  |                           |  |  |                         |  |
|                              |   | Alfonso X di Castiglia  | Beatrice di Svevia          |  |  |       |  |  |                           |  |  |                         |  |
| Beatrice di Castiglia        |   | Alfonso X di Castiglia  |                             |  |  |       |  |  |                           |  |  |                         |  |
|                              |   | María Guillén de Guzmán | Guillén Pérez de Guzmán     |  |  |       |  |  |                           |  |  |                         |  |
|                              |   | María Guillén de Guzmán | Guillén Pérez de Guzmán     |  |  |       |  |  |                           |  |  |                         |  |
|                              |   | María Guillén de Guzmán | María González Girón        |  |  |       |  |  |                           |  |  |                         |  |
| Maria Afonso                 |   | María Guillén de Guzmán |                             |  |  |       |  |  |                           |  |  |                         |  |
|                              | … | …                       |                             |  |  |       |  |  |                           |  |  |                         |  |
|                              | … | …                       |                             |  |  |       |  |  |                           |  |  |                         |  |
|                              | … | …                       |                             |  |  |       |  |  |                           |  |  |                         |  |
| Lourenço Soares de Valadares | … |                         |                             |  |  |       |  |  |                           |  |  |                         |  |
|                              |   | …                       | …                           |  |  |       |  |  |                           |  |  |                         |  |
|                              |   | …                       | …                           |  |  |       |  |  |                           |  |  |                         |  |
|                              |   | …                       | …                           |  |  |       |  |  |                           |  |  |                         |  |
| Branca Lourenço de Valadares |   | …                       |                             |  |  |       |  |  |                           |  |  |                         |  |
|                              |   | …                       | …                           |  |  |       |  |  |                           |  |  |                         |  |
|                              |   | …                       | …                           |  |  |       |  |  |                           |  |  |                         |  |
|                              |   | …                       | …                           |  |  |       |  |  |                           |  |  |                         |  |
| …                            |   | …                       |                             |  |  |       |  |  |                           |  |  |                         |  |
|                              |   | …                       | …                           |  |  |       |  |  |                           |  |  |                         |  |
|                              |   | …                       | …                           |  |  |       |  |  |                           |  |  |                         |  |
|                              |   | …                       | …                           |  |  |       |  |  |                           |  |  |                         |  |
|                              |   | …                       |                             |  |  |       |  |  |                           |  |  |                         |  |